# Georges Migot

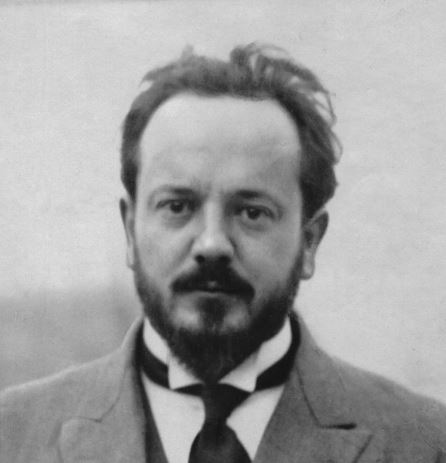
Georges Migot

Georges Elbert Migot (* 27. Februar 1891 in Paris; † 5. Januar 1976 in Levallois-Perret, Département Hauts-de-Seine) war ein französischer Komponist, Maler und Dichter.

## Leben
Georges Migot wurde als Sohn eines Arztes in einer protestantischen Familie geboren. Ersten Klavierunterricht erhielt er als Siebenjähriger von seiner Mutter. Bald begann er auch zu komponieren, und im Alter von 15 Jahren wurde sein erstes Werk mit dem Titel „Noël a capella pour quatre voix“ veröffentlicht.
1909 wurde er am Conservatoire de Paris aufgenommen. Seine Lehrer waren Jules Bouval (Harmonielehre), André Gedalge (Fugenlehre), Charles-Marie Widor (Komposition), Alexandre Guilmant und Louis Vierne (Orgel), Vincent d’Indy (Orchestrierung) sowie Maurice Emmanuel (Musikgeschichte).
Als Soldat im Ersten Weltkrieg erlitt Migot 1914 eine schwere Kriegsverletzung bei Longuyon (Meurthe et Moselle) und konnte sich über ein Jahr nur an Krücken fortbewegen. Für seine Kompositionen wurde er mit diversen Preisen ausgezeichnet: Dem „Prix Lili Boulanger“ (1917), dem „Prix Lépaulle“ (1919), dem „Prix Halfen“ (1920) sowie dem Preis der Fondation Blumenthal (1921). Der Rompreis, um den er sich 1919 und 1922 bewarb, blieb ihm allerdings (ähnlich Ravel) versagt.
Ab 1937 lehrte Migot an der Pariser Schola Cantorum und produzierte Musiksendungen für Radio-Cité (1937–1939). Von 1949 bis 1961 war er Konservator des Instrumentenmuseums am Pariser Conservatoire. 1958 erhielt er von der SACEM den „Grand-Prix de la musique française“ zugesprochen. 
Neben seiner Arbeit als Musiker widmete sich Migot dem Studium der Malerei und bewies auch selbst Talent als Maler, was dazu führte, dass er 1917, 1919 und 1923 in großen Pariser Galerien ausstellen konnte. Darüber hinaus war er als Dichter tätig: Beinahe alle seine Vokalwerke beruhten auf eigenen Texten. Außerdem verfasste er musikhistorische und musikästhetische Werke.

## Musikalisches Schaffen
In Migots Tonsprache mischen sich Einflüsse der Renaissance und des Barock (Migot schätzte besonders die französischen Lautenisten und Rameau) mit denen Faurés, Debussys sowie fernöstlicher Musik. Wie Messiaen verwertete er auch Vogelgesang. Kontrapunktik, Diatonik und eine lyrisch-kantable Grundhaltung prägen sein Werk. Seine oft durch subtiles Farbenspiel gekennzeichnete Musik führte zuweilen zu dem Vorwurf, Migot sei erst durch die Malerei zur Musik gekommen. Insgesamt lässt sich Migot keiner bestimmten zeitgenössischen Gruppe zuordnen; man sprach von ihm sogar – in Kontrast zur Groupe des Six – als einer "Groupe de Un".
Von Migots umfangreichem kompositorischen Werk (neben anderem 13 Sinfonien und zahlreiche Vokalwerke, darunter 9 Oratorien) ist derzeit nur Weniges auf Tonträgern verfügbar.

## Werkliste

### Musikdramatische Werke
- Hugoromo, Symphonie lyrique et chorégraphique für Bariton, Chor und Orchester auf einen Text von Migot und Louis Laloy (Urauff. Monte-Carlo, 9. Mai 1922)
- Le Rossignol en amour, Kammeroper auf ein Libretto von Migot (1926–1928; Urauff. Genf, 2. März 1937)
- Cantate d'Amour, Opéra de concert auf ein Libretto von Migot (1949–1950)
- La Sulamite, Opéra de concert auf ein Libretto von Migot (1969–1970)
- l'Arche, polyphonie spatiale für Sopran, Frauenchor und Orchester nach einem Gedicht von Migot (1971; Urauff. Marseille, 3. Mai 1974)

### Sinfonien
- Nr. 1 Les Agrestides (1919–1920; Urauff. Paris, 29. April 1922)
- Nr. 2 (1927; Urauff. Festival de Besançon, 7. September 1961)
- Nr. 3 (1943–1949)
- Nr. 4 (1946–1947)
- Sinfonia da chiesa pour instruments à vent (1955; Urauff. Roubaix, 4. Dezember 1955)
- Nr. 6, für Streicher (1944–1951; Urauff. Strasbourg, 12. Juni 1960)
- Nr. 7, für Kammerorchester (1948–1952)
- Nr. 8, für 15 Blasinstrumente und 2 Kontrabässe
- Nr. 9, für Streicher (unvollendet)
- Nr. 10 (1962)
- Nr. 11, für Bläser (1963),
- Nr. 12  (1954–1964; Urauff. Lille, 29. Mai 1972)
- Nr. 13 (1967)
- Petite symphonie en trois mouvements enchaînés pour orchestre à cordes (1970; Urauff. Béziers, 23. Juli 1971)

### Weitere Orchesterwerke
- Le Paravent de laque aux cinq images (1920; Urauff. Paris, 21. Januar 1923)
- Trois ciné-ambiances (1922)
- La Fête de la bergère (1921; Urauff. Théâtre Bériza, Paris, 21. November 1925)
- Prélude pour un poète (Urauff. Paris, 7. Juni 1929)
- Le Livre des danceries, Orchestersuite (Urauff. Paris, 12. Dezember 1931)
- Le Zodiaque (1931–1939)
- Phonic sous-marine (1962)
- Dialogue für Klavier und Orchester (1922–1925; Urauff. Paris, 25. März 1924)
- Dialogue für Violoncello und Orchester (1922–1926; Urauff. Paris, 7. Februar 1927)
- Suite für Violine und Orchester (1924; Urauff. Paris, 14. November 1925)
- Suite für Klavier und Orchester (Urauff. Paris, 12. März 1927)
- Suite en concert für Harfe und Orchester (Urauff. Paris, 15. Januar 1928)
- La Jungle, Polyphonie für Orgel und Orchester (1928; Urauff. Paris, 9. Januar 1932)
- Klavierkonzert (1962; Urauff. Paris, 26. Juni 1964)
- Concerto für Cembalo und Kammerorchester (Urauff. Paris, 12. Dezember 1967)

### Kammermusik
- Les Parques für 2 Violinen, Viola und Klavier (1909)
- 3 Streichquartette (1921–1957–1962)
- Quartett für Flöte, Violine, Violoncello und Klavier (1960)
- Quartett für Violine, Viola, Violoncello und Klavier (1961)
- Quartett für 2 Klarinetten, Bassetthorn und Bassklarinette (1925)
- Saxophonquartett (1955)
- Quartett für 2 Violinen und 2 Violoncelli (1955)
- Quintett für Flöte, Oboe, Klarinette, Horn und Fagott (1954)
- Introduction pour un concert de chambre für 5 Blasinstrumente (1964)
- Trio für Oboe, Violine und Klavier (1906)
- Trio für Violine, Viola und Klavier (1918)
- Trio avec piano (1935)
- Trio für Oboe, Klarinette und Fagott (1944)
- Streichtrio (1944–1945)
- Trio für Flöte, Violoncello und Harfe (1965)
- Sonate für Gitarre und Klavier (1960)
- Sonate luthée für Harfe solo (1949)
- 2 Sonaten für Violine solo (1951–1959)
- Sonate für Violine und Klavier (1911)
- Dialogue n° 1 für Violine und Klavier (1923)
- Dialogue n° 2 für Violine und Klavier (1925)
- Sonate für Viola solo (1958)
- Sonate für Violoncello solo (1954)
- Dialogue n° 1 für Violoncello und Klavier (1922)
- Dialogue n° 2 für Violoncello und Klavier (1929)
- Sonate für Violoncello und Klavier (1958)
- Sonate für 2 Violoncelli (1962)
- Suite de trois pièces für Flöte solo (1931)
- Sonate für Flöte und Klavier (1945)
- Pastorale für 2 Flöten (1950)
- Suite für Englischhorn und Klavier (1963)
- Sonate für Klarinette solo (1953)
- Sonate für Fagott solo (1953)

### Vokalwerke
- Cortège d'Amphitrite für Chor und Streicher nach einem Text von Albert Samain
- 6 Tétraphones für Bariton, Flöte, Violine und Violoncello nach einem Text von Migot (1945)
- 7 Petites Images du Japon für Singstimme und Klavier (1917)
- Vini vinoque amor  (l'amour du vin et par le vin) für 2 Singstimmen, Flöte, Violoncello und Klavier (1937)
- Liturgie œcuménique für 3 Singstimmen und Orgel (1958)
- Chansons de Margot, Gedichte von Philéas Lebesque
- Psaume XIX für Chor und Orchester
- Zahlreiche Vokaltrios und -quartette sowie geistliche a-cappella-Kompositionen
- La Mise au Tombeau, Oratorium auf einen Text von Migot (1948–1949) für kleinen Chor und Bläserquintett
- La Nativité de Notre Seigneur, Mystère lyrique für Soli, Chor und Instrumente auf einen Text von Migot (1954)
- La Passion, Oratorium in 12 Teilen (1939–1946; Urauff. Paris, 25. Juli 1957)
- Saint Germain d'Auxerre
- L'Annonciation, Oratorium (1943–1946)
- Mystère orphique, für Singstimme und Orchester (1951; Urauff. Strasbourg, 18. März 1964)
- Cantate d'amour, Opéra de concert auf Texte von Migot (1949–1950)
- La Résurrection, Oratorium (1953; Urauff. Strasbourg, 28. März 1969)
- Du ciel et de la terre, Symphonie spatiale pour un film (1957)
- Le Zodiaque chorégraphie lyrique auf einen Text von Migot (1958–1960)
- La plate, vaste savane für Sopran und Instrumente (1967)
- 3 chansons de joie et de souci für Singstimme und Gitarre (1969)
- 3 dialogues für Singstimme und Violoncello (1972)
- 5 chants initiatiques für Singstimme und Klavier (1973)

### Weitere Kompositionen
- Zahlreiche liturgische Werke
- Mehrere Sammlungen mit Charakterstücken für Klavier
- Zahlreiche Orgelkompositionen

## Schriftstellerisches Werk
- Essais pour une esthétique générale (Paris, 1920 – 2. Aufl. 1937)
- Appoggiatures résolues et non résolues (Paris, 1922–1931)
- Jean-Philippe Rameau et le génie de la musique française (Paris, 1930)
- Lexique de quelques termes utilisés en musique (Paris, 1947)
- 2 Gedichtbände (Paris, 1950–1951)
- Matériaux et inscriptions (Toulouse, 1970)
- Kaléidoscope et Miroirs ou les images multipliées et contraires Autobiographie (Toulouse, 1970)
- Les écrits de Georges Migot, Sammlung von Artikeln (4 Bände, Paris 1932)

## Bibliographie
- Léon Vallas: Georges Migot (Paris, 1923)
- Pierre Wolff: La Route d'un musicien: Georges Migot (Paris, 1933) sowie Georges Migot, étude générale (Paris, Leduc 1933)
- Maurice Henrion: "La Musique vocale de Georges Migot", in Revue musicale (Nov. 1946)
- Marc Honegger: "Georges Migot", in Revue musicale Suisse (1954) sowie Hrsg. des Catalogue des œuvres musicales de Georges Migot (Strasbourg, 1977)
- Max Pinchard: Connaissance de Georges Migot musicien français (Les Éditions ouvrières, 1959)
- Alain Pâris: "Georges Migot", in Universalis (1977)
- C. Lathan (Hrsg.): Georges Migot: the Man and his Work (Strasbourg, 1982)
- René Aigrin: "Le Psaume de Georges Migot", in La Vie Catholique, 30. April 1932
- Clarendon: "La Passion de Migot", in Le Figaro, 18. Dezember 1946
- Paul Le Flem: "La Jungle", in Comœdia, 11. Oktober 1932, sowie "Le Livre des Danceries" ebda., 14. Dezember 1931